# 킴벌리 앤 볼테마스
킴벌리 앤 볼테마스(태국어: คิมเบอร์ลี แอน เทียมศิริ, Kimberley Anne Woltemas, 1992년 1월 22일 ~ )는 태국의 배우, 모델이다.